# Lidoire
Die Lidoire ist ein Fluss in Frankreich, der in der Region Nouvelle-Aquitaine verläuft. Sie entspringt im Gemeindegebiet von Bosset, entwässert generell in südwestlicher Richtung und mündet nach rund 49 Kilometern an der Gemeindegrenze von Castillon-la-Bataille und Lamothe-Montravel als rechter Nebenfluss in die Dordogne.
Auf ihrem Weg durchquert die Lidoire die Départements Dordogne und Gironde.

## Orte am Fluss
- Bosset
- Fraisse
- Damet, Gemeinde Monfaucon
- Saint-Rémy
- La Lidoire, Gemeinde Carsac-de-Gurson
- Les Bernis, Gemeinde Montazeau
- Régnier, Gemeinde Saint-Vivien
- Saint-Avit, Gemeinde Bonneville-et-Saint-Avit-de-Fumadières
- Saint-Cloud, Gemeinde Montpeyroux
- Pombazet, Gemeinde Montcaret
- Claudis, Gemeinde Saint-Michel-de-Montaigne
- Fonladan, Gemeinde Lamothe-Montravel
- Castillon-la-Bataille